# Carry On (Crosby, Stills & Nash)
Carry On è un album di raccolta del trio rock Crosby, Stills & Nash, pubblicato nel 1991.

## Tracce

### Disco 1
1. Woodstock – 3:50 (Joni Mitchell)
2. Marrakesh Express – 2:36 (Graham Nash)
3. You Don't Have to Cry – 2:40 (Stephen Stills)
4. Teach Your Children – 2:52 (Nash)
5. Love the One You're With – 3:03 (Stills)
6. Almost Cut My Hair – 8:49 (David Crosby)
7. Wooden Ships – 5:26 (Crosby, Paul Kantner, Stills)
8. Dark Star – 4:57 (Stills)
9. Helpless – 3:36 (Neil Young)
10. Chicago/We Can Change the World – 3:58 (Nash)
11. Cathedral – 5:16 (Nash)
12. 4+20 – 2:10 (Stills)
13. Our House – 2:58 (Nash)
14. To the Last Whale... – 5:30 (Crosby, Nash)
15. Change Partners – 3:13 (Stills)
16. Just a Song Before I Go – 2:12 (Nash)
17. Ohio – 3:00
18. Wasted on the Way – 2:46 (Nash)
19. Southern Cross – 4:39 (Stills)

### Disco 2
1. Suite: Judy Blue Eyes – 7:28 (Stills)
2. Carry On/Questions – 4:25 (Stills)
3. Horses Through a Rainstorm – 3:40 (Nash, Terry Reid)
4. Johnny's Garden – 2:46 (Stills)
5. Guinnevere – 4:45 (Crosby)
6. Helplessly Hoping – 2:31 (Stills)
7. The Lee Shore – 5:28 (Crosby)
8. Taken At All – 2:54 (Nash, Crosby)
9. Shadow Captain – 4:31 (Crosby, Craig Doerge)
10. As I Come of Age – 2:48 (Stills)
11. Drive My Car – 3:50 (Crosby)
12. Dear Mr. Fantasy – 7:04 (Steve Winwood, Jim Capaldi, Chris Wood)
13. In My Dreams – 5:11 (Crosby)
14. Yours and Mine – 4:28 (Crosby)
15. Haven't We Lost Enough? – 3:06 (Stills, Kevin Cronin)
16. After the Dolphin – 4:25 (Nash)
17. Find the Cost of Freedom – 1:59 (Stills)